# Information en continu

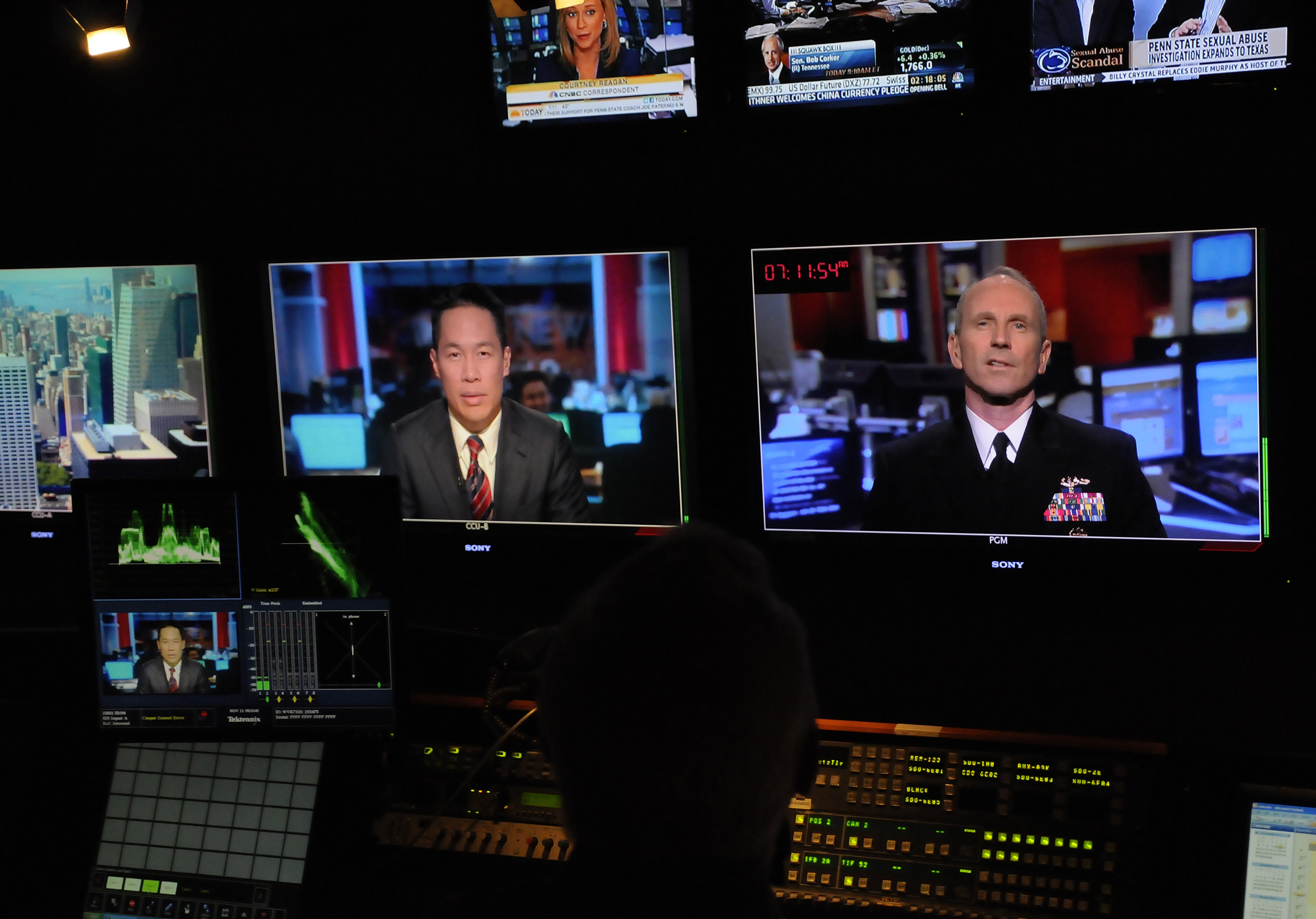
Plusieurs émissions simultanées de NBC News (dont MSNBC, Today de NBC et Squawk Box de CNBC) affichées sur des moniteurs

L'information en continu est la fourniture constante d'actualités par des médias, qu'il s'agisse des radios, des chaînes de télévision, des affichages ou des bandeaux, ainsi que par leurs équivalents sur Internet. Ceux-ci peuvent diffuser des informations générales ou spécialisées dans des domaines tels que l'information financière et économique, la circulation routière, la prévision météorologique.
L'information en continu peut prendre la forme de :
- radio d'informations ;
- chaîne de télévision d'information en continu ;
- affichage dynamique ;
- bandeau d'information en continu.

Certains analystes se montrent critiques envers les chaînes d’information en continu, notamment sur la qualité du contenu et le manque de pluralisme. Ainsi, en ce qui concerne la télévision en France, le journaliste Samuel Gontier relève que « les chaînes dites d’info ne produisent en réalité que six minutes d’information par heure, le reste étant du commentaire qui coûte beaucoup moins cher que du reportage ou de l’investigation. » 

## Effets sur l'élaboration de la politique étrangère des États
D'après le professeur de l'Université Harvard Thomas E. Patterson, l'information en continu influerait fortement sur l’élaboration de la politique étrangère en contraignant l'organisation des décideurs. Ces médias agissent sur le « temps politique », soutient-il, en forçant les élites à répondre immédiatement aux enjeux de politique étrangère, réduisant ainsi le temps dont ils bénéficient pour élaborer cette politique. 
Howard Rosenberg et Charles Feldman explicitent le phénomène dans No Time to Think : « 24-hour cable news and the Internet created an environment that required media to increasingly compete for attention and forced politicians into a mode of perpetual reaction » (notre traduction: "Les nouvelles par câble 24 heures sur 24 et Internet ont créé un environnement qui a obligé les médias à se battre de plus en plus pour attirer l’attention et a forcé les politiciens à un mode de réaction perpétuelle").